# Вельґоляс-Духновський
Вельґоляс-Духновський (пол. Wielgolas Duchnowski) — село в Польщі, у гміні Галінув Мінського повіту Мазовецького воєводства.
Населення — 372 особи (2011).
У 1975-1998 роках село належало до Варшавського воєводства.

## Демографія
Демографічна структура станом на 31 березня 2011 року:
|          | Загалом | Допрацездатний вік | Працездатний вік | Постпрацездатний вік |
| -------- | ------- | ------------------ | ---------------- | -------------------- |
| Чоловіки | 191     | 41                 | 136              | 14                   |
| Жінки    | 181     | 30                 | 117              | 34                   |
| Разом    | 372     | 71                 | 253              | 48                   |